# Iivanainen
Iivanainen är en släkt med rötter i tidigt 1500-tal, troligen från gården Iivanala i Säkkijärvi socken i Viborgstrakten i landskapet Karelen i nuvarande Ryssland, som fram till 1721 var en del av Sverige. Dess stamfar Bertil Iivanainen räknas även som stamfar till adliga ätten Teetgren.
Medlemmar av släkten hade betydande kulturellt och politiskt inflytande omkring sekelskiftet 1600.
Ett stort antal personer i Finland bär numera efternamnet Iivanainen, bland dem musikerna Johanna och Mikko Iivanainen.

## Historia
Släktens stamfar anses vara Bertil Iivanainen, som verkade vid 1500-talets början och omnämns som borgmästare i Viborg i en handskrift från 1600-talet. Jully Ramsay har i sin redovisning för den adliga släkten Teetgren uppgett att Bertil Iivanainen skulle ha varit en adelsman med en gård kallad Iivanala och som i sin sköld förde tre duvor, baserat på en läsning av den förut nämnda handskriftens följande passus: "Bertel Ivanain af Ivanala med vithe dufver Johan v.d. Hoijis tid." Denna uttolkning av ett svårt fläckat dokument har tillbakavisats av Georg Luther, som menar att den korrekta läsningen ska vara "Bertel Iuanain aff Iuanala Borgmester i Wi[bor]g uthi Grefue Johan v. der Hoijes tidh." Huruvida Bertil Iivanainen var frälse eller ej kan inte avgöras, i brist på andra källor. Det kan heller inte bekräftas att han var borgmästare, men heller inte avvisas. Vad som däremot står utom tvivel är att släkten i senare led hörde till de betydande i regionen såväl genom rang som egendomar.
Släkten har nära band till adliga ätterna Sabelfana, Sarfve, Teit och Teetgren, till vilken senare Bertil Iivanainen räknas som stamfar, och till prästsläkter som Ulvichius, Ivanander och Kyander.
- Om Bertils son Matts Bertilsson Iivanainen vet man att han dog före 1535, var gift med Margareta Mattsdotter och med henne hade fyra barn. Ett dokument från 1554 knyter hans namn till Mola (finska: Muolaa) socken utanför Viborg. En uppgift i samma handskrift som nämnts tidigare anger att han var präst, men detta har ifrågasatts.[2] Däremot vet vi säkert att hustrun hade betydande egendomar i Viborg och trakten omkring, vilket framgår i dokumenten kring en arvstvist.[2] Bland gårdarna kan nämnas Tali samt ytterligare sex egendomar i fem olika socknar.[3] De fyra barnen var:[2]

- - Frans Mattsson  Iivanainen, som 1556 var kunglig tjänsteman.
  - Brita Mattsdotter, gift med Hans Schimmelkorn, stadsskrivare i Viborg.
  - Jöns Mattsson (Johannes Matthiae) Iivanainen, studerade till präst på okänd ort, och avslutade studierna i början av 1550-talet. Han var kyrkoherde i Padasjoki 1553 och Sysmä 1566-78. Han ägde Perojoki i Viborgs socken och dog troligen 1578. Han gifte sig 1549 med Karin Larsdotter Teit, som levde ännu 1599.
  - Margareta Mattsdotter, gift (1) med slottsfogden på Viborgs slott Anders Nilsson till Tali, adlad Sabelfana (ibland skrivet som Sabbel) och avliden 1580. Hon ärvde de egendomar hon fört till boet testamentariskt efter sin make, och senare hans övriga egendom eftersom Anders Nilsson Sabelfanas son Nils avrättades 1588, dömd för att ha våldtagit en skomakarhustru. Styvmodern skriver i sitt testamente att "hvad han illa gjort, det hafver han allt på en stund med tjänligt straff och sitt blod betalat"[3]; (2) på 1580-talet med Sigfrid Henriksson Sarfve, som var sekreterare åt kung Sigismund, övergick till katolicismen och följde sin kung till Polen.[3]  Detta senare giftermål motsägs emellertid av Love Kurtén, som hävdar att Sarfve istället var gift 1585 med Helena Köniksdotter som var syster till ärkebiskop Petrus Kenicius samt änka efter rådmannen i Gävle Anders Nilsson; den senare namnlikheten med Anders Nilsson Sabelfana är skälet enligt Kurtén till förväxlingen.[4] Enligt Ramsay kallades Margareta Mattsdotter för "Tali-mor". Hon dog omkring 1615.[3]

- -     - Olof Jönsson (Olavus Johannis) Iivanainen, son till Jöns Mattsson, utbildade sig till präst, var kaplan i Ruokolax 1593-1607 och kyrkoherde på samma ort 1607-1625. Han  tjänstgjorde även som fältpräst i infanteriet vid 1600-talets början och dog 1625. Han var gift med Margareta Larsdotter. Änkan fick 1628 skattefrihet på livstid för gården Rasila i Ruokolax socken.[2][5]
    - Påhl Jönsson (Paulus Johannis) Iivanainen eller Carelius, son till Jöns Mattsson var även han präst. 1597 var han slottspredikant i Viborg. 1599-1610 var han predikant på Viborgs hospital och sjukhus, varefter han tjänstgjorde som kyrkoherde i Mola 1610-12 och kyrkoherde i Sankt Michel 1612-1621. Det har antagits att signaturen P.J.C. som översättare till finska på sapfiskt versmått av en psalm i Hemmingius Henrici Hollos (finska: Hemming Maskulainen) finska psalmbok (1605) avser Paulus Johannis Carelius (Påhl Jönsson, från Karelen).[5]
    - Henrik Jönsson Iivanainen, son till Jöns Mattsson, var tullnär i Viborg 1597 och handskrivare på Viborgs slott. På grund av religionspolitiska motsättningar efter hertig Karls maktövertagande blev Henrik Jönsson tillsammans med sin bror Lars Jönsson fängslade 1599, men Henrik Jönsson blev efter viceamiralen Peder Stolpes (den äldre) vädjan frigiven.[5][6] Han blev slottsskrivare i Viborg 1607. Henrik Jönsson var kunnig i ryska och därför medlem av Sveriges fullmäktige vid gränsläggningen mellan Ingermanland och Novgorods län 1617–1618 och en av kommissarierna vid det följande sammanträdet med de ryska sändebuden. Redan 1604 och 1606 hade han medverkat vid förhandlingar med Ryssland. 1618 medverkade han vid förhandlingarna om frigivningen av svenska krigsfångar i Ryssland samt gränsförhandlingarna i Kexholm 1620.[5][7]Henrik Jönsson hade omfattande lärdom, och översatte till svenska via tyskan Franciscus Raguellus' verk "Lex Politica Dei", vilket trycktes i Rostock under brodern Simon Jönssons överseende.[5] Henrik Jönsson ärvde omkring 1615 efter sin faster Margareta Mattsdotter Tali gård och tre andra egendomar i Viborgs socken. Han fick frälse på Haltiansaari och 1618 adlig frihet och privilegier för alla gods som hans faster testamenterat honom  samt i förläning all tionde i Jäskis socken. Död 1628 i Viborg. Gift med (1) okänd, möjligen av släkten Ille, som levde 1594[5]; (2) med Barbara Plagman, dotter till borgmästaren i Åbo Peter Plagman. Hon gifte sig efter makens död 1634 med fältsekreteraren Christian Simonsson (adlad Tallberg), död 1671.[7]
    - Simon Jönsson (Simon Johannis) Iivanainen inskrevs 1605 vid universitetet i Rostock under namnet Simon Johannis Carelius (från Karelen). Där försvarade han 1605 och 1607 två teologiska avhandlingar (avhandlingar var vid denna tid oftast mindre skrifter och skrivna av respondentens professor). I religionspolitiska frågor tog han sida med hertig Karl. I Rostock blev han bekant med Sigfridus Aronus Forsius. Hemkommen till Viborg blev han 1607 lektor i teologi vid Viborgs skola, men hann bara verka där några år innan han dog 1610.[5]
    - Lars Jönsson var yngste son till Jöns Mattsson och blev fosterson hos sin faster Margareta Mattsdotter efter faderns död. Han var kammarskrivare i Stockholm 1553 och myntmästarens hjälpskrivare 1556, slottsskrivare i Åbo 1558 och kamrer för hertig Johan 1561-1562, förvaltade löneutbetalningar för Finland 1564, skötte statens finanser i Livland 1570 och var slutligen kamrer i Viborgs räknekammare 1599. Han var samma år uppsatt i testamente efter sin faster Margareta Mattsdotter att ärva Tali och Repola i Viborgs socken och Villilä i Nykyrka socken, men gick miste om detta då han liksom Margareta Mattsdotters man Sigfrid Sarfve övergick till katolicismen och följde Sigismund till Polen efter att hertig Karl kommit till makten. Om hans vidare öden vet man inte annat än att han ännu levde i Danzig 1613.[8][3]

- -     -       - Påhl Olofsson Ivanander, son till Olof Jönsson ovan, var kyrkoherde i Kerimäki och slottspredikant på Olofsborg i Nyslott. Gift med Malin Sigfridsdotter Costianus.
      - Agneta Olofsdotter var gift med kyrkoherden i Kristina Göran Kyander.[9]
      - David Olofsson Iivanainen var kaplan i Ruokolax. Avled 1645. Han var gift med Karin Sigfridsdotter, som därefter gifte sig med kyrkoherden i Puumala Gabriel Caroli.
      - Jöns Henriksson (adlad Teetgren), son till Henrik Jönsson ovan, var student vid Rostocks universitet 1623 och reste på kontinenten till 1628. Samma år blev han slottsskrivare i Viborg, och aktuarie vid Åbo hovrätt 1633. Åter i Viborg blev han kammarreferendarie 1637 och därefter sekreterare vid Landskansliet i Narva 1647. Han tvistade med sin styvmor om arvet efter sin far och fick konfirmation på godsen Tali, Nikoskyla, Repola, Haltiansaari och Hatula 1634, för vilka han även fick ärftligt frälse 1649. Jöns Henriksson adlades med namnet Teetgren 1652 (introducerad samma år under nr 528, sedan ändrat till 557). Avled 1667. Han var gift med Anna Berendsdotter, död 1659 och begravd Viborgs domkyrka.[7]